# 포트 (단위)
포트(Phot, ph)는 조도, 즉 영역을 통과하는 광선속의 측광 단위이다. 이는 SI 단위가 아니라 오히려 오래된 CGS 단위계와 연관되어 있다. 이 이름은 1921년 앙드레 블론델(André Blondel)에 의해 만들어졌다.
메트릭 등식:
{\displaystyle 1\ \mathrm {phot} =1\ {\frac {\mathrm {lumen} }{\mathrm {centimetre} ^{2}}}=10,000\ {\frac {\mathrm {lumens} }{\mathrm {metre} ^{2}}}=10,000\ \mathrm {lux} =10\ \mathrm {kilolux} }
메트릭 크기:
조도 = 광도 × 입체각 / 길이2

## 같이 보기
- 조도 (광학)
- 루멘
- 럭스
- 빛